# 四海波駅
四海波駅（しかいなみえき）は、かつて愛知県知多郡武豊町冨貴にあった名古屋鉄道河和線の駅。

## 歴史
駅東側の四海波海岸沿いの笠松集落には別荘が点在し、当駅はその玄関口として開設された。四海波海岸には竜宮海水浴場があり別荘地として賑わっていたが、1959年（昭和34年）の伊勢湾台風の被害を受けて衰退したという。後に、四海波海岸の大半は埋め立てられ、武豊火力発電所が設置されたため、往時の面影はほとんどない。
駅周辺に民家は少なく駅利用者数も伸び悩み、1972年（昭和47年）に隣の布土駅と統合され廃止された。統合に際して、布土駅は四海波駅から河和駅寄り約500m先に移転したが、同駅も2006年（平成18年）に廃止されている。
- 1932年（昭和7年）7月1日 - 知多鉄道成岩 - 河和口の開通と同時に開業[4]。
- 1943年（昭和18年）2月1日 - 合併により名古屋鉄道知多線の駅となる。
- 1948年（昭和23年）
  - 5月16日 - 線名改称により河和線の駅となる。
  - 11月1日以前 - 無人化[5]。
- 1972年（昭和47年）4月1日 - 廃止[4]。

## 駅構造
ホームは片側1面。小さな待合室が設置されていた。

## 隣の駅
名古屋鉄道
河和線
■特急・■急行・■準急
通過
■普通
富貴駅 - 四海波駅 - 布土駅